# Resident Evil Survivor 2 Code: Veronica
Resident Evil Survivor 2 Code: Veronica (Gun Survivor 2 Biohazard Code: Veronica в Японии) — шутер от первого лица, разработанный Capcom в сотрудничестве с Namco для Японии и Европы. Несмотря на то, что она не связана с сюжетом Resident Evil, в игре встречаются персонажи, локации и враги из Resident Evil Code: Veronica. Кроме того, в игре есть Тиран Немезис, который встречается, когда у вас закончилось время для прохождения локации. Игра вышла в 2001 году для игрового автомата Sega Naomi, в том же году была портирована на PlayStation 2.